# Kreis Hajdúszoboszló
Der Kreis Hajdúszoboszló (ungarisch Hajdúszoboszlói járás) ist ein Kreis im Westen des ostungarischen Komitats Hajdú-Bihar. Seine Nachbarkreise sind (im Uhrzeiger Sinn im Norden beginnend) Balmazújváros, Debrecen, Derecske und Püspökladány. Im Westen bildet das Komitat Jász-Nagykun-Szolnok die Grenze.

## Geschichte
Der Kreis entstand im Zuge der ungarischen Verwaltungsreform Anfang 2013 aus allen vier Gemeinden des gleichnamigen Kleingebiets (ungarisch Hajdúszoboszlói kistérség), das noch um eine Gemeinde aus dem Kleingebiet Püspökladány (ungarisch Püspökladányi kistérség) erweitert wurde.

## Gemeindeübersicht
Der Kreis Hajdúszoboszló hat eine durchschnittliche Gemeindegröße von 8.523 Einwohnern auf einer Fläche von 146,51 Quadratkilometern. Die Bevölkerungsdichte des drittgrößten Kreises liegt unter dem Wert des gesamten Komitats. Der Verwaltungssitz befindet sich in der größten Stadt, Hajdúszoboszló.
| Gemeinde             | Status   | Herkunft Kleingebiet | Einwohnerzahl | Einwohnerzahl | Einwohnerzahl | Fläche (km²) | Bevölkerungs- dichte (Ew./km²) |
| Gemeinde             | Status   | Herkunft Kleingebiet | 01.10.2011    | 01.01.2013    | 01.01.2016    | 01.01.2016   | Bevölkerungs- dichte (Ew./km²) |
| -------------------- | -------- | -------------------- | ------------- | ------------- | ------------- | ------------ | ------------------------------ |
| Ebes                 | Gemeinde | Hajdúszoboszló       | 4.494         | 4.442         | 4.435         | 77,27        | 57,4                           |
| Hajdúszoboszló       | Stadt    | Hajdúszoboszló       | 23.933        | 23.988        | 23.735        | 238,62       | 99,5                           |
| Hajdúszovát          | Gemeinde | Hajdúszoboszló       | 3.048         | 3.146         | 3.032         | 58,00        | 52,3                           |
| Nádudvar             | Stadt    | Püspökladány         | 8.853         | 8.887         | 8.697         | 225,91       | 38,5                           |
| Nagyhegyes           | Gemeinde | Hajdúszoboszló       | 2.733         | 2.712         | 2.716         | 132,77       | 20,5                           |
| Kreis Hajdúszoboszló |          |                      | 43.061        | 43.175        | 42.615        | 732,57       | 58,2                           |